# Dypsis pachyramea
Dypsis pachyramea är en enhjärtbladig växtart som beskrevs av John Dransfield. Dypsis pachyramea ingår i släktet Dypsis och familjen Arecaceae. IUCN kategoriserar arten globalt som livskraftig. Inga underarter finns listade i Catalogue of Life.